# 野球中華人民共和国代表
野球中華人民共和国代表（やきゅうちゅうかじんみんきょうわこくだいひょう）は、中国棒球協会による野球のナショナルチームである。

## 概説
2000年代頃から、各種大会に出場するにあたっての基礎を築いていった。
2008年の北京オリンピックへ向けての強化を進めるにあたり、元ロッテオリオンズの選手でシアトル・マリナーズの監督も務めたジム・ラフィーバーが2003年に就任。
アジア選手権をはじめとする国際大会はもちろん、アジアシリーズ（チャイナスターズとして）やワールド・ベースボール・クラシックにも出場。
2005年のアジア選手権では歴代最高の3位に付けた。
2006年のアジア競技大会では4位であったが、チャイニーズタイペイ相手に善戦した。
2007年夏に行われた北京五輪野球のプレ大会では日本に決勝で敗退し2位となった。
2008年の北京オリンピック本大会では最下位に終わるも、チャイニーズタイペイから歴史的勝利を奪うなど健闘した。
2009年の第2回WBCでは北京オリンピックに続き、チャイニーズタイペイに4－1で勝利し、同大会初勝利を記録した。
2013年の第3回WBCではキューバ、日本に敗れ1次ラウンド敗退となるが、前回大会と同じくレイ・チャンの大活躍もあり、ブラジルには勝利した。
2017年の第4回WBCではキューバ、オーストラリア、日本に敗れ3連敗で1次ラウンド敗退となり、当時の規定では予選降格となった。
2019年のアジア選手権では、3位決定戦で韓国に8-6で勝利し、14年ぶりの3位となった。
2023年3月に開催された第5回WBCでは、同大会から参加国が増えた影響で予選免除となり従来通り本戦から参加。しかし、日本、チェコ、そしてオーストラリアに敗れ3連敗となり、1次ラウンド敗退が決まった。なお、オーストラリアにはコールド負けした。さらに韓国戦では、1試合でのWBC最多得点記録となる22点を韓国に奪われ、5回コールドで2-22で敗戦して予選降格となった。2023年10月に開催された杭州アジア大会では、社会人野球日本代表から1-０で勝利した。野球で中華人民共和国代表が日本代表から勝利を挙げるのは全カテゴリーで初である。
2025年3月に開催された第6回WBCの予選では、3試合中2試合でコールド負けを喫するなど、1勝もできずに初めて本戦出場を逃すこととなった。

## 国際大会

### ワールド・ベースボール・クラシック
| 回 | 年   | 開催地                                                                       | 順位            |
| -- | ---- | ---------------------------------------------------------------------------- | --------------- |
| 1  | 2006 | アメリカ合衆国の旗 · 日本の旗 · プエルトリコの旗                             | 1次ラウンド敗退 |
| 2  | 2009 | アメリカ合衆国の旗 · 日本の旗 · プエルトリコの旗 · メキシコの旗 · カナダの旗 | 1次ラウンド敗退 |
| 3  | 2013 | アメリカ合衆国の旗 · 日本の旗 · プエルトリコの旗 · 中華民国の旗              | 1次ラウンド敗退 |
| 4  | 2017 | アメリカ合衆国の旗 · 日本の旗 · 大韓民国の旗 · メキシコの旗                  | 1次ラウンド敗退 |
| 5  | 2023 | アメリカ合衆国の旗 · 日本の旗 · 中華民国の旗                                 | 1次ラウンド敗退 |
| 6  | 2026 | アメリカ合衆国の旗 · 日本の旗 · プエルトリコの旗                             | 予選敗退        |

### オリンピック
| 回 | 年   | 開催地       | 順位                                 |
| -- | ---- | ------------ | ------------------------------------ |
| 26 | 1992 | バルセロナ   | 予選敗退                             |
| 27 | 1996 | アトランタ   | 予選敗退                             |
| 28 | 2000 | シドニー     | 予選敗退                             |
| 29 | 2004 | アテネ       | 予選敗退                             |
| 30 | 2008 | 北京         | 8位                                  |
| 33 | 2021 | 東京         | 予選辞退（新型コロナウイルスの影響） |
| 35 | 2028 | ロサンゼルス |                                      |

### WBSCプレミア12
| 回 | 年   | 開催地                                                | 順位         |
| -- | ---- | ----------------------------------------------------- | ------------ |
| 1  | 2015 | 日本の旗 · 中華民国の旗                               | 参加資格無し |
| 2  | 2019 | 日本の旗 · 中華民国の旗 · 大韓民国の旗 · メキシコの旗 | 参加資格無し |
| 3  | 2024 | 日本の旗 · 中華民国の旗 · メキシコの旗                | 参加資格無し |

### ワールドカップ
- 1998年 - 12位
- 2003年 - グループリーグ7位
- 2005年 - 11位

### インターコンチネンタルカップ
- 出場なし

### イタリアンベースボールウィーク
- 2005年 - 4位
- 2007年 - 不参加
- 2009年 - 不参加
- 2010年 - 不参加
- 2012年 - 不参加
- 2014年 - 不参加

### アジア競技大会
- 1990年 - 4位
- 1994年 - 4位
- 1998年 - 4位
- 2002年 - 4位
- 2006年 - 4位
- 2010年 - 4位
- 2014年 - 4位
- 2018年 - 4位
- 2022年（2023年開催） - 4位

## 歴代監督
- 宋平山（1992 - 2002）
- ジム・ラフィーバー（2003 - 2008）
- テリー・コリンズ（2009）
- トム・ローレス（2010）
- ジョン・マクラーレン（2013WBC、2017WBC）
- 任秋革（2019アジア選手権）
- ディーン・トレーナー（英語版）（2023WBC）
- 李偉（2023アジア大会〜）

## 代表選手
- 2006 ワールド・ベースボール・クラシック 中華人民共和国代表
- 2009 ワールド・ベースボール・クラシック 中華人民共和国代表
- 2013 ワールド・ベースボール・クラシック 中華人民共和国代表
- 2017 ワールド・ベースボール・クラシック 中華人民共和国代表
- 2023 ワールド・ベースボール・クラシック 中華人民共和国代表